# Егоров, Евгений Арсентьевич
Евге́ний Арсе́нтьевич Его́ров (10 марта 1891 года, Киев — 19 апреля 1950 года, Москва) — советский военачальник, генерал-майор (4 июня 1940 года).
В 1941 году попал в плен к  частям вермахта. После капитуляции Германии за сотрудничество с противником в плену был арестован в СССР и расстрелян по приговору ВКВС СССР. Признан не подлежащим реабилитации.

## Начальная биография
Родился 7 марта 1891 года в Киеве в русской семье рабочего. После окончания четырёхклассной городской школы работал столяром на паркетной фабрике.

## Военная служба

### Первая мировая и гражданская войны
В ноябре 1912 года призван в ряды Русской императорской армии, принимал участие в боевых действиях в ходе Первой мировой войны. В декабре 1917 года был демобилизован из рядов армии в чине старшего унтер-офицера.
18 марта 1918 года был призван в ряды РККА. В отряде под командованием М. А. Муравьёва принимал участие в боевых действиях против германских войск и гайдамаков на территории Украины, а с ноября, находясь на должностях старшины роты и командира взвода в составе 1-го Киевского пехотного полка — в боевых действиях против вооружённых формирований «Белого ангела» в районе городов Нежин и Киев. В январе 1919 года был направлен на учёбу на 3-е Киевские пехотные курсы, после окончания которых вернулся в 1-й Киевский пехотный полк и назначен на должность командира роты.
В июле 1919 года назначен на должность командира батальона в 8-м стрелковом полку бригады Красных коммунаров на Восточном фронте. Там принимал участие в боевых действиях против уральских белоказаков в районе Оренбурга и в Киргизских степях. В июле 1920 года назначен на должность командира взвода в составе 8-го стрелкового полка (3-я стрелковая дивизия, Южный фронт), после чего участвовал в боях против войск под командованием генерала П. Н. Врангеля в районе Александровска и в Крыму.
Состоял в РКП(б) с 1920 года.

### Межвоенное время
После окончания войны Егоров продолжил служить в 8-м стрелковом полку (3-я стрелковая дивизия), дислоцированного в Керчи, на должностях командира взвода и помощника командира батальона.
В январе 1923 года направлен на учёбу в Харьковскую высшую повторную школу среднего комсостава, после окончания которой в 1924 году назначен на должность командира отдельного батальона ЧОН в Донецкой губернии в районе Горловки. В октябре того же года направлен в 72-й стрелковый полк (24-я стрелковая дивизия, Украинский военный округ), где служил на должностях помощника командира полка по хозяйственной части и командира полка.
В мае 1929 года назначен на должность командира 286-го стрелкового полка (96-я стрелковая дивизия). В 1930 году окончил стрелково-тактические курсы «Выстрел».
В мае 1935 года Егоров назначен на должность помощника командира 100-й стрелковой дивизии (Киевский военный округ), в августе 1937 года — на должность коменданта Тираспольского укреплённого района. В июне 1938 года направлен на Дальний Восток и назначен на должность заместителя командующего Приморской группой войск ОКДВА, а в июле — на должность заместителя командующего 1-й Краснознамённой армией (Дальневосточный фронт). С сентября того же года состоял в распоряжении Управления по комначсоставу РККА и в январе 1939 года назначен на должность помощника командира, а в августе — на должность командира 10-го стрелкового корпуса (Белорусский военный округ).
В феврале 1940 года Егоров назначен на должность командира 4-го стрелкового корпуса.

### Великая Отечественная война
С началом войны корпус под командованием генерал-майора Егорова в составе 3-й армии (Западный фронт) во время приграничного сражения принимал участие в оборонительных боевых действиях западнее Гродно, в ходе которых был окружён. 24 июня была потеряна связь корпуса со штабом армии и 56-й стрелковой дивизией, и к исходу 28 июня в распоряжении командира корпуса Егорова оставалось чуть больше полка. Присоединив к ним части 85-й стрелковой дивизии, Егоров отдал приказ остаткам корпуса занять оборону в районе местечка Деречин, а после непродолжительных боёв — отступать на восток к реке Щара. 

## Плен и арест
При отступлении колонна штаба корпуса Егорова попала под огонь противника, сам Егоров был ранен и 29 июня 1941 года попал в плен.
С июля 1941 года содержался в лагере военнопленных в Бяла-Подляска, а в августе переведён в офлаг XII-Д концлагеря «Хаммельбург». В сентябре того же года Егоров дал согласие на сотрудничество с германским военным командованием и вступил в Русскую национально-трудовую партию, где занимал должности начальника штаба военного отдела и председателя партийной комиссии (партийного суда). В ноябре подписал обращение к командованию нацистской Германии с просьбой сформировать из числа военнопленных добровольческую армию и направить её на фронт с целью участия в боевых действиях против РККА. Для этого Егоров, являясь руководителем одной из вербовочных комиссий, участвовал в вербовке военнопленных в концлагерях, а также проводил антисоветскую деятельность.
В феврале 1942 года Егоров подал заявление о выходе из РНТП под влиянием беседы с генералом М. И. Потаповым и далее, согласно его позднейшим показаниям, в антисоветской деятельности не участвовал. В апреле 1943 года был переведён в Нюрнбергский лагерь военнопленных, в сентябре того же года — в крепость Вюсбург (Вайсенбург), а в апреле 1945 года направлен в город Мосбург, где был освобождён американскими войсками и переправлен в Париж. 
26 мая 1945 года через советскую военную миссию по репатриации был доставлен вместе с другими освобождёнными из плена генералами в Москву, где проходил спецпроверку в НКГБ СССР. По её итогам в декабре 1945 года арестован. Находился под следствием. Обвинялся в утрате управления войсками и в сдаче в плен без сопротивления, в ведении в плену изменнической деятельности: вместе с генералами Трухиным и Благовещенским вступил в сентябре 1941 года в создаваемую из числе военнопленных «Русскую трудовую народную партию» и состоял в её руководящих органов, участвовал в подготовке воззвания к немецкому командованию о создании «добровольческих частей для борьбы с большевизмом», лично вёл вербовку в антисоветские вооружённые формирования. 
Внесен в Список В. Абакумова от 23 марта 1950 года и 11 апреля 1950 года (оба — по 1-й категории).
По данным 7 фонда ФСБ РФ, 19 апреля 1950 года приговором  Военной коллегии Верховного Суда СССР (ВКВС СССР) Е. А. Егоров был  лишён воинского звания, государственных наград и приговорён к высшей мере наказания. В тот же день расстрелян в группе осужденных ВКВС СССР (А. Е. Будыхо, М. В. Богданов, А. З. Наумов и др.).  Место захоронения — «могила невостребованных прахов» № 3 крематория Донского кладбища.
Признан не подлежащим реабилитации.

## Воинские звания
- Комбриг (26 ноября 1935)
- Комдив (14 августа 1938 года)[1]
- Генерал-майор (4 июня 1940 года)[1]

## Награды
- Медаль «XX лет Рабоче-Крестьянской Красной Армии» (22.02.1938)